# Lesni peleti
Lesni peleti so standardizirana oblika biomase. S procesom peletiranja se zgolj s komprimiranjem pretvori suho žagovino v valjčke premera 6 do 8 mm in dolžine 10 do 30 mm. Peleti so zelo gosti in imajo zelo nizko vsebnost vlage (pod 10 %). To omogoča zelo visoke izkoristke pri zgorevanju. Lesne pelete se večinoma uporablja v sodobnih pečeh na biomaso za ogrevanje stanovanjskih objektov in v elektrarnah za proizvodnjo električne energije, kot nadomestek premoga.
Cilj peletiranja je standardizacija lesne biomase. Izvorna oblika lesa (polen ipd.) je zelo variabilna tako po obliki kot po fizikalnih lastnostih (vlažnost, gostota, kurilnost izražena na volumen). Takšna variabilnost ne omogoča avtomatizacije in visokih izkoristkov. Peleti pa so standardizirani in omogočajo stopnjo avtomatizacije, ki je povsem primerljiva s stopnjo avtomatizacije pri ekstra lahkem kurilnem olju ali pri UNP.
| Standardi za pelete |        | ÖNorm M 7135 | DIN 51731                     | DIN plus   |
| ------------------- | ------ | ------------ | ----------------------------- | ---------- |
| Premer              | mm     | 4 to 10 mm   | 4 to 10 mm                    |            |
| Dolžina             | mm     | 5 x premer   | < 50                          | 5 x premer |
| Gostota             | kg/dm³ | > 1,12       | 1,0 < gostota < 1,4           | > 1,12     |
| Vlažnost            | %      | < 10         | < 12                          | < 10       |
| Pepel               | %      | < 0,50       | < 1,50                        | < 0,50     |
| Kurilnost           | MJ/kg  | > 18         | 17,5 < kurilnost < 19,5       | > 18       |
| Žveplo              | %      | < 0,04       | < 0,08                        | < 0,04     |
| Dušik               | %      | < 0,3        | < 0,3                         | < 0,3      |
| Klor                | %      | < 0,02       | < 0,03                        | < 0,02     |
| Obraba              | %      | < 2,3        | -                             | < 2,3      |
| Dodatki (škrob)     | %      | < 2          | 0 (dovoljeno za male sisteme) | < 2        |

## Proizvodnja
Peleti nastanejo s stiskanjem suhe lesne biomase, ki mora biti predhodno ustrezno pripravljena. To maso nato z močno stiskalnico iztisnemo skozi luknje želenega premera (po navadi 6 mm, lahko tudi 8 mm ali več). Visok pritisk stiskalnice povzroči zelo visoko temperaturo lesne mase. Takrat se zunanja plast peletov preoblikuje v gladko površino, ki deluje kot naravno lepilo. Na ta način peleti ohranijo svojo obliko tudi ko se ohladijo.
Peleti, ki jih uporabljamo v Evropi morajo biti skladni s standardi (DIN 51731 ali Ö-Norm M-7135), imajo manj kot 10 % vsebnosti vode in so standardne gostote. Gostota presega 1 tono / kubični meter, zato peleti ne plavajo na vodi. Imajo dobro strukturno trdnost in majhno vsebnost prahu in pepela. Ker pri procesu mletja uničimo strukturo lesa, pri končnem izdelku praktično ni razlik med peleti iz različnih vrst lesa. Pelete lahko izdelujemo skoraj iz vseh vrst lesa, pri čemer mora peletni stroj zaznati spremembe v lesni biomasi in ustrezno spremeniti pritisk pri procesu stiskanja.
Standardizirani peleti v Evropi ne smejo vsebovati recikliranega lesa ali zunanjih primesi. Reciklirani materiali, kot so obdelan ali barvan les, panelne plošče in podobno so neuporabne za proizvodnjo peletov. Pri zgorevanju bi namreč lahko prišlo do izpusta škodljivih emisij in / ali do nekontroliranih sprememb v kurilnih lastnostih peletov.

## Energijska vrednost in izkoristek
Energijska vrednost lesnih peletov je približno 4.7-4.9 MWh/tono.
V zadnjih letih imamo na voljo kaminske peči in kotle za centralno kurjavo na lesne pelete z zelo visokim izkoristkom nad 90 %.
Če primerjamo energijsko vrednost peletov z v preteklosti najbolj uporabljanim kurilnim oljem, ugotovimo, da je energijska vrednost dveh kilogramov peletov približno enaka energijski vrednosti enega litra kurilnega olja. Če pri upoštevamo še današnje cene obeh energentov, lahko hitro ugotovimo, da se ogrevanje na pelete precej bolj izplača, kot ogrevanje na kurilno olje.

## Emisije pri zgorevanju
Emisije NOx, SOx in drugih hlapnih organskih spojin iz peči na lesne pelete so v primerjavi z drugimi gorivi zelo nizke. Peleti tako predstavljajo enega izmed najbolj čistih goriv za ogrevanje, ki so na voljo. Eden večjih problemov še vedno ostajajo emisije prašnih delcev, posebej v urbanih naseljih z veliko gostoto ogrevalnih sistemov na pelete premog ali kurilno olje. Emisije PM2.5 so lahko problematične predvsem pri starejših pečeh in kotlih na pelete, če jih primerjamo z izpusti peči na zemeljski plin (ali bioplin). Pri novejših kotlih so vgrajeni elektrostatični filtri, ki znatno zmanjšajo izpuste prašnih delcev. Popolno avtomatizirane peči zahtevajo le polnjenje zalogovnika s peleti. Vse ostalo peč naredi sama. Peč se avtomatsko prižge, dovaja pelete v gorilnik s pomočjo polža, ter avtomatsko prilagaja moč peči, da je temperatura zraka v prostoru takšna, kot je nastavljena na sobnem elektronskem termostatu.

## Potencial globalnega segrevanja, trajnost in pomisleki v zvezi z življenjskim ciklom
Nekateri menijo, da je uporaba lesnih peletov in njihov vpliv na podnebje sporna, čeprav je znano, da imajo goriva iz biomase (vključno z lesnimi peleti in drugimi lesnimi gorivi) na splošno v svojem življenjskem ciklu, bistveno nižje neto izpuste ogljikovega dioksida kot ekvivalenti fosilnih goriv. Emisij ogljikovega dioksida je kar do 98 % manj. Vendar pa je potrebno poudariti, da kadar ni zagotovljeno trajnostno upravljanje biomase, lahko ogljikove emisije presegajo emisije pri zgorevanju zemeljskega plina.
Nekateri trdijo, da žagovina kot vir za izdelavo peletov ne bi prispevala k toplogrednim plinom in da se pri kurjenju lesnih peletov v zrak izpušča ogromne količine CO2. Sekundarne emisije v zvezi s proizvodnjo lesnih peletov imajo prav tako vpliv na podnebje, saj je potrebno les posekati, proizvesti pelete in jih dostaviti končnemu kupcu. Ti argumenti kažejo kako pomembno je uporabiti primere dobrih praks v industriji. Tako na primer za pogon strojev in transport lahko uporabimo biodizel, za sušenje lesa v sušilnicah sončno toplotno energijo in na ta način zmanjšamo te negativne zunanje vplive na minimum. Zelo dobra praksa je tudi izdelava lesnih peletov kot stranski produkt iz ostankov žagovine v lesni industriji.
Zagovorniki uporabe lesnih pelet kot biogoriva pa nasprotno trdijo, da je izpust CO2 pri kurjenju žagovine, ki jo pridobijo iz gozdov, CO2 nevtralno. Ogljik v gozdu kroži. Pri rasti biomase se s pomočjo fotosineze iz zraka veže v biomasi, pri propadanju lesa pa se v procesu gnitja ponovno sprošča v zrak. Nedvomno zgorevanje lesnih peletov povzroča izpuste ogljikovega dioksida, vendar pa ima zelo majhen vpliv, saj bo ogljikov dioksid, ki se je sprostil pri zgorevanju, uporabljen pri rasti novih dreves. Ta proces traja približno 15 let (pri drevesih) in le eno sezono pri biomasi iz npr. sezonskih pridelkov.
Če bi prišlo do množične uporabe lesne biomase kot goriva, obstaja nevarnost, da gozdov ne bi bilo možno trajnostno ohranjati. To bi bilo še posebej nevarno, če bi les uporabljali v velikih sistemih za proizvodnjo električne energije. V Sloveniji imamo biomase dovolj, saj smo ena redkih držav, ki ima pozitiven prirast biomase in se gozd celo razrašča.
Kljub temu na splošno velja, da kurjenje biomase z upoštevanjem trajnostnega ohranjanja gozdov, predstavlja enega najbolj praktičnih in razpoložljivih možnosti za tiste dele industrije, ki potrebujejo energijo v obliki gorenja. Lesni peleti so obnovljiv vir energije in zelo primerni za sodobnega potrošnika. V mnogih primerih, so lesni peleti cenejši in skoraj tako udobni kot drugi viri goriv.

## Cena lesnih peletov
V letu 2010 je bila cena peletov od 190-220 €/tono. Cena se skozi sezono nekoliko spreminja in je po navadi najnižja poleti. Pri trenutnih cenah kurilnega olja in pelet je ogrevanje na lesne pelete približno 40 % cenejše od ogrevanja na kurilno olje.

## Uporaba v Evropi
| Švedska              | 1 400 000  |
| Italija              | 550 000    |
| Nemčija              | 450 000    |
| Avstria              | 400 000    |
| Danska*              | n. 400 000 |
| Finska*              | n. 50 000  |
| *gospodinjstva 2005. |            |

Lesne pelete najbolj množično uporabljajo na Švedskem, v kotlih za centralno kurjavo kot zamenjavo za kurilno olje. Avstrija je vodilna pri uporabi kotlov za centralno kurjavo na pelete (glede na število prebivalcev). Približno 2/3 novih kotlov v gospodinjstvih uporablja lesne pelete. V Italiji se je razvil zelo velik trg kaminskih peči na pelete. V Sloveniji država v zadnjih letih z dodeljevanjem nepovratnih finančnih spodbud in ugodnih kreditov Eko sklada, spodbuja vgradnjo kotlov na lesno biomaso, zato je pričakovati porast uporabe tudi na Slovenskem.